# Cotton City (Nuevo México)
Cotton City es un lugar designado por el censo ubicado en el condado de Hidalgo en el estado estadounidense de Nuevo México. En el Censo de 2010 tenía una población de 388 habitantes y una densidad poblacional de 5,87 personas por km².

## Geografía
Cotton City se encuentra ubicado en las coordenadas 32°6′36″N 108°52′50″O / 32.11000, -108.88056. Según la Oficina del Censo de los Estados Unidos, Cotton City tiene una superficie total de 66.09 km², de la cual 66.09 km² corresponden a tierra firme y (0%) 0 km² es agua.

## Demografía
Según el censo de 2010, había 388 personas residiendo en Cotton City. La densidad de población era de 5,87 hab./km². De los 388 habitantes, Cotton City estaba compuesto por el 76.29% blancos, el 0% eran afroamericanos, el 1.55% eran amerindios, el 0% eran asiáticos, el 0% eran isleños del Pacífico, el 20.1% eran de otras razas y el 2.06% pertenecían a dos o más razas. Del total de la población el 48.45% eran hispanos o latinos de cualquier raza.